# Elsey (Californie)
Pour les articles homonymes, voir Elsey.
Elsey est une communauté non incorporée située dans le comté de Butte, dans l'État de Californie, aux États-Unis. Elle se trouve sur le Western Pacific Railroad, à 11 km au nord-nord-ouest d'Oroville et à 199 m d'altitude.